# 桜田 (千代田区)
桜田（さくらだ）は、皇居（江戸城）南端にある桜田門橋一帯の地名である。 現在の東京都千代田区霞が関2丁目付近。古くは桜田郷と呼ばれた。地名の由来は、谷間に水田があり「狭倉田」と呼ばれたことからとの説がある。

## 歴史
- 律令時代 - 東海道が通過し浅草方向へ向かっていた（武蔵国内を通過し下総国を経て常陸国へ至る）。
- 平安時代 - 荏原郡桜田郷の名前が『和名類聚抄』に見られる。
- 鎌倉時代 - 北条時頼の庶子とされる僧侶・時厳が桜田郷を与えられて「桜田」を称したと伝えられている。息子の桜田師頼は鎌倉幕府最後の大隅守護となった。
- 1424年（応永30年） - 江戸氏（隣接する豊島郡江戸郷を本拠地とした）の一族である江戸大炊助憲重が「武州豊嶋郡桜田郷」にあった土地の売却を巡って訴訟を起こしており、これ以前に桜田郷が荏原郡から豊島郡に移ったことが判明する[1]。
- 1457年(長禄元年) - 太田道灌が江戸城を築城。
- 1590年（天正18年） - 徳川家康が江戸に入部したおりは低湿地で人家もまばらで、東隣りの日比谷は、「日比谷の入江」と呼ばれる江戸湾の海岸線であった。

なお、鎌倉時代の武士・江戸氏の居館が後の江戸城の始まりであるとする説がある。これに対し、江戸氏の居館があったのは豊島郡江戸郷内であって、平川（日比谷入江へ注ぐ）を挟んで隣接する荏原郡桜田郷内（今日知られる江戸城の位置）ではないとの指摘があり、したがってその台地上へ築城は江戸氏ではなく太田道灌が最初であろうとする反論がある。
なお後に江戸氏の勢力拡大と共に桜田郷は豊島郡に編入され、両郷（すなわち河口付近の平川の両岸）は次第に一体として「江戸」として認識されるようになった。

## 周辺
- 桜田門- 1860年（安政7年）3月3日、桜田門外の変が起こる。
- 警視庁

## 交通
- 東京メトロ有楽町線桜田門駅
- 国道1号（桜田通り）